# كاتورديو
كاتورديو (بالإيطالية: Quattordio)‏ هي بلدية في مقاطعة ألساندريا في إقليم بييمونتي في إيطاليا.

## السكان
في سنة 1861 بلغ عدد السكان 1٬726 نسمة، وتطور العدد ليصل في سنة 2011 لـ 1٬668 نسمة.
يظهر هذا المخطط البياني تطور النمو السكاني لـ كاتورديو